# Deianira cordifolia
Deianira cordifolia är en gentianaväxtart som först beskrevs av Lhotzky och Progel, och fick sitt nu gällande namn av Gustaf Oskar Andersson Malme. Deianira cordifolia ingår i släktet Deianira och familjen gentianaväxter. Inga underarter finns listade i Catalogue of Life.